# Паспорт гражданина Новой Зеландии

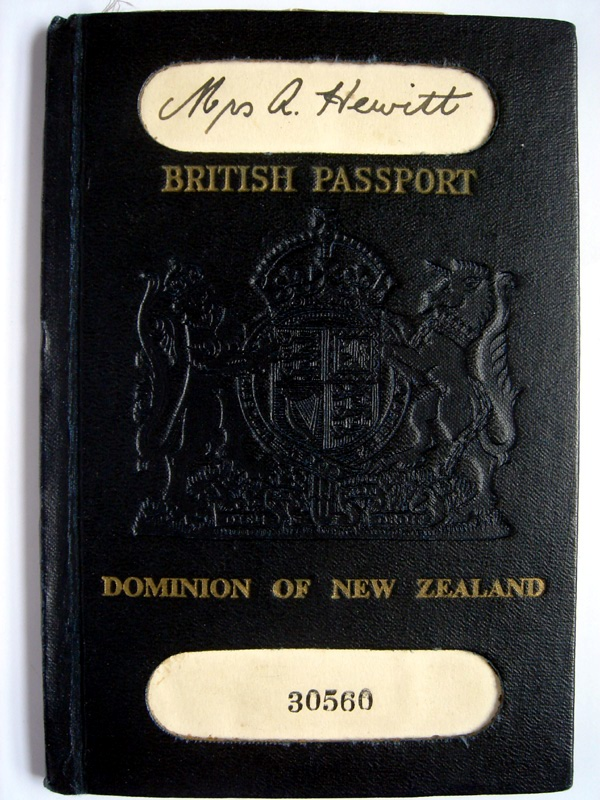
Обложка паспорта Новой Зеландии, выпущенного в 1949 году

Паспорт гражданина Новой Зеландии — документ, удостоверяющий личность гражданина Новой Зеландии, выдается департаментом внутренних дел.

## Типы паспортов
- Регулярный
- Дипломатический
- Официальный

Все типы паспортов действуют 10 лет со дня выдачи (5 лет для детских паспортов).

## Получение паспорта
За выдачу и обновление паспортов отвечает департамент внутренних дел (Te Tari Taiwhenua | Department of Internal Affairs). Центры выдачи находятся в Окленде, Крайстчерче и Веллингтоне, а также в Сиднее и Лондоне.

## Идентификационные данные
- Фотография
- Тип паспорта
- Код страны (NZL)
- Номер паспорта
- Фамилия
- Имя
- Гражданство
- Дата рождения
- Пол
- Место рождения
- Дата выдачи паспорта
- Дата окончания действия паспорта

## Язык
Текст в паспорте напечатан на двух языках: английском и маори.

## Скандалы
В 2004 году двое граждан Израиля были задержаны по обвинению в незаконном въезде в страну: они попытались обманом получить новозеландские паспорта, используя документы на имя реально живого человека, страдавшего церебральным параличом. Обоих обвинили в шпионской деятельности и приговорили к 6 месяцам тюрьмы каждого, депортировав через год. Согласно премьер-министру Хелен Кларк, оба паспорта, которые планировалось выдать израильтянам, были изготовлены на некоей подпольной фабрике: экс-агент спецслужб Виктор Островский позже заявил, что у Моссада действительно есть подразделение, которое изготавливает точные копии паспортов любых стран мира высокого качества, используемые агентами для осуществления прикрытия.